# Ruan Levine
Ruan Levine Camara Vitor (* 19. Januar 1999 in São Sebastião do Passé, Bahia) ist ein brasilianischer Fußballspieler.

## Karriere
Levine begann seine fußballerische Ausbildung beim EC Vitória, wo er bis 2019 ausschließlich in der Jugend spielte. Am ersten Spieltag der Saison 2019 wurde er bei einer 1:3-Niederlage gegen den Botafogo FC eingewechselt und gab somit sein Profidebüt in der Série B. Im Spiel darauf sorgte er durch seine ersten beiden Tore im Profifußball für den 2:1-Sieg gegen den Vila Nova FC. Insgesamt spielte er 2019 sieben Ligaspiele, bevor er sich am Kreuzband verletzte und ab dem neunten Spieltag für den Rest der Saison ausfiel. Im Oktober 2020 wurde er daraufhin an den EC Jacuipense verliehen, um dort wieder Spielpraxis zu sammeln. Hier kam er bis zum Saisonende noch zu fünf Einsätzen für den Drittligisten.
Nach seiner Rückkehr kam er bei Vitória auch kaum noch zum Einsatz und so wechselte er im Juni 2021 fest zu Jacuipense. In der Saison 2021 spielte er hier sechsmal in der Liga und einmal in der Liga do Nordeste. In der Folgesaison 2022 spielte er mit Jacuipense nur noch in der Série D, wo er in jener Saison zu zwölf Einsätzen und drei Toren kam. In der Staatsmeisterschaft von Bahia spielte Levine ebenfalls zwölfmal, wobei er zweimal traf.
Anschließend wechselte er zum neugegründeten Profiverein SSA FC. Da diese aber noch kein genügendes Team aufstellen konnten, wurde er für die Saison 2022/23 an den AC Ajaccio verliehen. Nach zwei Pokalspielen, wobei er auch zweimal traf, kam Levine am 10. Februar 2023 (23. Spieltag) gegen den OGC Nizza zu seinem Profidebüt in der Ligue 1.